# Made in England (album)
Made in England er det 25. studiealbum af den britiske sanger Elton John, udgivet i 1995. Albummet blev produceret af Elton John og Greg Penny, for første gang siden Leather Jackets uden Chris Thomas.
Albummet blev indspillet fra februar til april 1994 og blev udgivet i marts 1995 seks måneder efter, John arbejdede for soundtracket til Løvernes Konge i september 1994. Albummet indeholder to singler udgivet på verdensplan, "Believe" og "Made in England". "Believe" nåede nummer 15 i Storbritannien og nummer 13 i USA.
Albummet modtog guld- og platinplade 23. maj 1995 af Recording Industry Association of America.

## Indhold
Alle sange er skrevet af Elton John og Bernie Taupin.
| #   | Titel             | Længde |
| --- | ----------------- | ------ |
| 1.  | "Believe"         | 4:55   |
| 2.  | "Made in England" | 5:09   |
| 3.  | "House"           | 4:28   |
| 4.  | "Cold"            | 5:37   |
| 5.  | "Pain"            | 3:49   |
| 6.  | "Belfast"         | 6:30   |
| 7.  | "Latitude"        | 3:36   |
| 8.  | "Please"          | 3:53   |
| 9.  | "Man"             | 5:15   |
| 10. | "Lies"            | 4:28   |
| 11. | "Blessed"         | 5:02   |

## Hitlisteplaceringer
| Hitliste (1995)                  | Placering |
| -------------------------------- | --------- |
| Australien (ARIA Charts)         | 6         |
| Østrig (Ö3 Austria Top 40)       | 1         |
| Belgien (Ultratop Flandern)      | 8         |
| Belgien (Ultratop Vallonien)     | 5         |
| Canada (RPM Albums Chart)        | 3         |
| Danmark (Tracklisten)            | 5         |
| Nederlandene (MegaCharts)        | 11        |
| Frankrig (SNEP)                  | 2         |
| Tyskland (Media Control Charts)  | 4         |
| Italien (Hit Parade Italia)      | 4         |
| Japan (Oricon)                   | 13        |
| New Zealand (RIANZ)              | 10        |
| Norge (VG-lista)                 | 3         |
| Sverige (Sverigetopplistan)      | 8         |
| Schweiz (Schweizer Hitparade)    | 1         |
| Storbritannien (UK Albums Chart) | 3         |
| USA (Billboard 200)              | 13        |